# Куртамиський округ
Куртами́ський округ (рос. Куртамышский округ) — адміністративна одиниця, муніципальний округ Курганської області Російської Федерації.
Адміністративний центр — місто Куртамиш.

## Населення
Населення округ становить 27903 особи (2021; 32155 у 2010, 38176 у 2002).

## Історія
Куртамиський район утворений 1924 року у складі Уральської області. 15 серпня 1926 року до складу району увійшла Костилевська сільрада Долговського району. 20 квітня 1930 року Долговський район був ліквідований, до складу Куртамиського району увійшли Біолоноговська, Долговська, Жуковська, Косулинська, Кузьминовська, Попілинська, Рибнівська та Чистівська сільради. 1 січня 1932 року до складу району увійшли Комишівська-1, Ключівська, Колесниківська, Леб'яжівська, Сосновська та Степнівська сільради Курганського району.  17 січня 1934 року район увійшов до складу новоутвореної Челябінської області. 27 грудня 1939 року Чорноборська сільрада Звіриноголовського району передана до складу Куртамиського району. 6 лютого 1943 року район увійшов до складу Курганської області.
24 січня 1944 року 12 сільради району увійшли до складу відновленого Косулинського району. 1962 року Березовська, Бугровська, Верхньоалабузька, Донівська, Камінська, Озернинська та Проривинська сільради Звіриноголовського району передані до складу Куртамиського району. 9 березня 1992 року Бугровська, Озернинська та Трудівська сільради передані до складу відновленого Звіриноголовського району. 31 березня 1993 року зі складу Куртамиського району до складу Звіриноголовського району передано Проривинську сільраду.
2004 року район перетворено в Куртамиський муніципальний район, міськрада та сільради перетворено в міське та сільські поселення зі збереженням старої назви. 25 жовтня 2017 року були ліквідовані Угловська (територія приєднана до складу Совєтської сільради) та Масловська сільради (територія приєднана до складу Попілинської сільради). 30 травня 2018 року були ліквідовані Закоуловська, Каминська (території приєднані до складу Обанінської сільради) та Великоберезовська сільради (територія приєднана до складу Камаганської сільради).
12 травня 2021 року Куртамиський район був перетворений в Куртамиський муніципальний округ, при цьому усі поселення були ліквідовані:
| Поселення                                      | Площа, км² | Населення, осіб (2002) | Населення, осіб (2010) | Населення, осіб (2021) | Населені пункти |
| ---------------------------------------------- | ---------- | ---------------------- | ---------------------- | ---------------------- | --- |
| Куртамиське міське поселення                   | 96,71      | 17816                  | 17099                  | 16401                  | місто Куртамиш |
| Білоноговська сільська рада                    | 189,52     | 610                    | 504                    | 393                    | село Білоногово, присілок Узково |
| Великоберезовська сільська рада (до 2018 року) | 146,76     | 787                    | 547                    | -                      | село Березово, присілки Нова Калиновка, Птиче                                                                                         |
| Верхнівська сільська рада                      | 120,41     | 1027                   | 898                    | 829                    | село Верхнє, присілок Сичово |
| Долговська сільська рада                       | 139,92     | 873                    | 607                    | 404                    | село Долговка |
| Жуковська сільська рада                        | 162,68     | 596                    | 448                    | 302                    | село Жуково, присілок Сорокино |
| Закомалдінська сільська рада                   | 121,68     | 779                    | 608                    | 497                    | село Закомалдіно, присілок Стрижово                                                                                                   |
| Закоуловська сільська рада (до 2018 року)      | 239,51     | 885                    | 507                    | -                      | село Закоулово, присілки Гризаново, Курмиші, Язево                                                                                    |
| Камаганська сільська рада                      | 402,86     | 1468                   | 1262                   | 1358                   | село Камаган, присілки Донки, Острова, Путіловка, Часниковка; село Березово, присілки Нова Калиновка, Птиче (після 2018 року)         |
| Камінська сільська рада (до 2018 року)         | 210,65     | 853                    | 512                    | -                      | село Камінське, присілок Білесело Закоулово, присілки Гризаново, Курмиші, Язово                                                       |
| Комишинська сільська рада                      | 140,72     | 646                    | 561                    | 479                    | село Комиші, присілки Сосновка, Товстоверетено                                                                                        |
| Костилевська сільська рада                     | 236,63     | 1387                   | 967                    | 615                    | село Костилево, присілки Вехти, Клоктухіно, Чорнобор'є                                                                                |
| Косулинська сільська рада                      | 189,81     | 938                    | 734                    | 576                    | село Косулино, Кузьминовка |
| Масловська сільська рада (до 2017 року)        | 136,65     | 595                    | 353                    | -                      | село Маслово, присілок Таволжанка |
| Нижнівська сільська рада                       | 292,67     | 2335                   | 1927                   | 1682                   | село Нижнє, присілки Губанова, Кочаріно, Коновалова, Малетіно, Перевалово                                                             |
| Обанінська сільська рада                       | 650,96     | 1056                   | 744                    | 1195                   | село Обаніно, присілки Кисле, Прирічна, Ярки; села Закоулово, Камінське, присілки Біле, Гризаново, Курмиші, Язово (після 2018 року)   |
| Попілинська сільська рада                      | 237,15     | 617                    | 506                    | 583                    | село Попілино; село Маслово, присілок Таволжанка (після 2017 року)                                                                    |
| Песьянська сільська рада                       | 251,10     | 1460                   | 1122                   | 773                    | село Песьяне, присілки Ключики, Леб'яже, Степне                                                                                       |
| Пушкінська сільська рада                       | 116,12     | 823                    | 691                    | 552                    | село Пушкіно |
| Совєтська сільська рада                        | 548,66     | 1822                   | 1385                   | 1264                   | село Совєтське, присілки Добровольне, Комінтерн, Красна Звєзда, Рясово; село Углове, присілки Борок, Новонікольська (після 2017 року) |
| Угловська сільська рада (до 2017 року)         | 175,16     | 448                    | 173                    | -                      | село Углове, присілки Борок, Новонікольська                                                                                           |

## Населені пункти
| №  | Населений пункт          | Населення, осіб (2002) | Населення, осіб (2010) |
| -- | ------------------------ | ---------------------- | ---------------------- |
| 1  | Березово, село           | 408                    | 289                    |
| 2  | Біле, присілок           | 80                     | 30                     |
| 3  | Білоногово, село         | 523                    | 443                    |
| 4  | Борок, присілок          | 163                    | 70                     |
| 5  | Верхнє, село             | 799                    | 710                    |
| 6  | Вехти, присілок          | 289                    | 240                    |
| 7  | Гризаново, присілок      | 29                     | 12                     |
| 8  | Губанова, присілок       | 23                     | 15                     |
| 9  | Добровольне, присілок    | 142                    | 112                    |
| 10 | Долговка, село           | 873                    | 607                    |
| 11 | Донки, присілок          | 12                     | 8                      |
| 12 | Жуково, село             | 426                    | 337                    |
| 13 | Закомалдіно, село        | 625                    | 487                    |
| 14 | Закоулово, село          | 538                    | 305                    |
| 15 | Камаган, село            | 911                    | 831                    |
| 16 | Камінське, село          | 773                    | 482                    |
| 17 | Кисле, присілок          | 155                    | 92                     |
| 18 | Клоктухіно, присілок     | 250                    | 180                    |
| 19 | Ключики, присілок        | 294                    | 177                    |
| 20 | Комиші, село             | 471                    | 425                    |
| 21 | Комінтерн, присілок      | 166                    | 103                    |
| 22 | Коновалова, присілок     | 482                    | 356                    |
| 23 | Костилево, село          | 502                    | 354                    |
| 24 | Косулино, село           | 802                    | 685                    |
| 25 | Кочаріно, присілок       | 46                     | 37                     |
| 26 | Красна Звєзда, присілок  | 186                    | 68                     |
| 27 | Кузьминовка, присілок    | 135                    | 49                     |
| 28 | Курмиші, присілок        | 132                    | 88                     |
| 29 | Куртамиш, місто          | 18154                  | 17099                  |
| 30 | Леб'яже, присілок        | 130                    | 99                     |
| 31 | Малетіно, присілок       | 256                    | 238                    |
| 32 | Маслово, село            | 453                    | 284                    |
| 33 | Нижнє, село              | 1183                   | 1018                   |
| 34 | Нова Калиновка, присілок | 229                    | 170                    |
| 35 | Новонікольська, присілок | 65                     | 7                      |
| 36 | Обаніно, село            | 577                    | 490                    |
| 37 | Острова, присілок        | 211                    | 178                    |
| 38 | Перевалово, присілок     | 355                    | 263                    |
| 39 | Песьяне, село            | 871                    | 723                    |
| 40 | Попілино, село           | 617                    | 506                    |
| 41 | Прирічна, присілок       | 66                     | 39                     |
| 42 | Птиче, присілок          | 150                    | 88                     |
| 43 | Путіловка, присілок      | 103                    | 46                     |
| 44 | Пушкіно, село            | 823                    | 691                    |
| 45 | Рясово, присілок         | 49                     | 6                      |
| 46 | Сичово, присілок         | 236                    | 188                    |
| 47 | Совєтське, село          | 1279                   | 1096                   |
| 48 | Сорокино, присілок       | 174                    | 111                    |
| 49 | Сосновка, присілок       | 114                    | 93                     |
| 50 | Степне, присілок         | 161                    | 123                    |
| 51 | Стрижово, присілок       | 154                    | 121                    |
| 52 | Таволжанка, присілок     | 142                    | 69                     |
| 53 | Товстоверетено, присілок | 59                     | 43                     |
| 54 | Углове, село             | 220                    | 96                     |
| 55 | Узково, присілок         | 90                     | 61                     |
| 56 | Часниковка, присілок     | 231                    | 199                    |
| 57 | Чорнобор'є, присілок     | 345                    | 193                    |
| 58 | Язево, присілок          | 186                    | 102                    |
| 59 | Ярки, присілок           | 258                    | 123                    |